# ウグリチ公国

13世紀の北東ロシア

ウグリチ公国（ロシア語: Углицкое княжество）は、ウグリチを首都として成立した分領公国である。

## 歴史
ウグリチ公国は1216年にロストフ公（後にウラジーミル大公）コンスタンチンが、ロストフ公国を息子たちに分割相続させたことで成立した。初代のウグリチ公はコンスタンチンの子のウラジーミルであった。
その後、1320年のユーリーの死後、ウグリチ公国はモスクワ公国の支配下に置かれ、モスクワ公家のうち年少の人物が同国を管理するようになった。モスクワの管轄下でウグリチ公国は存続し続け、リトアニア大公国の拡張とモスクワ大公国（後にロシア・ツァーリ国）の中央集権化の中で消滅していくルーシの諸公国の中で、もっとも最後まで存続した公国となった。その統治者であるウグリチ公は総勢23名に上った。